# 新阿列克谢耶夫卡村委员会
新阿列克谢耶夫卡村委员会（俄语：Новоалексеевский сельсовет）是俄罗斯联邦阿穆尔州伊万诺夫卡区所属的一个村委员会。其下辖有2个居民点，行政中心为新阿列克谢耶夫卡。据2016年统计，该村委员会的人口为691人。